# Радлов, Николай Эрнестович
Николай Эрнестович Ра́длов (1889—1942) — русский, затем советский график и живописец, представитель петербургского академизма, ассоциируемый с символистской традицией Серебряного века, искусствовед и педагог; старший сын философа Эрнеста Радлова, брат режиссёра Сергея Радлова.

## Биография

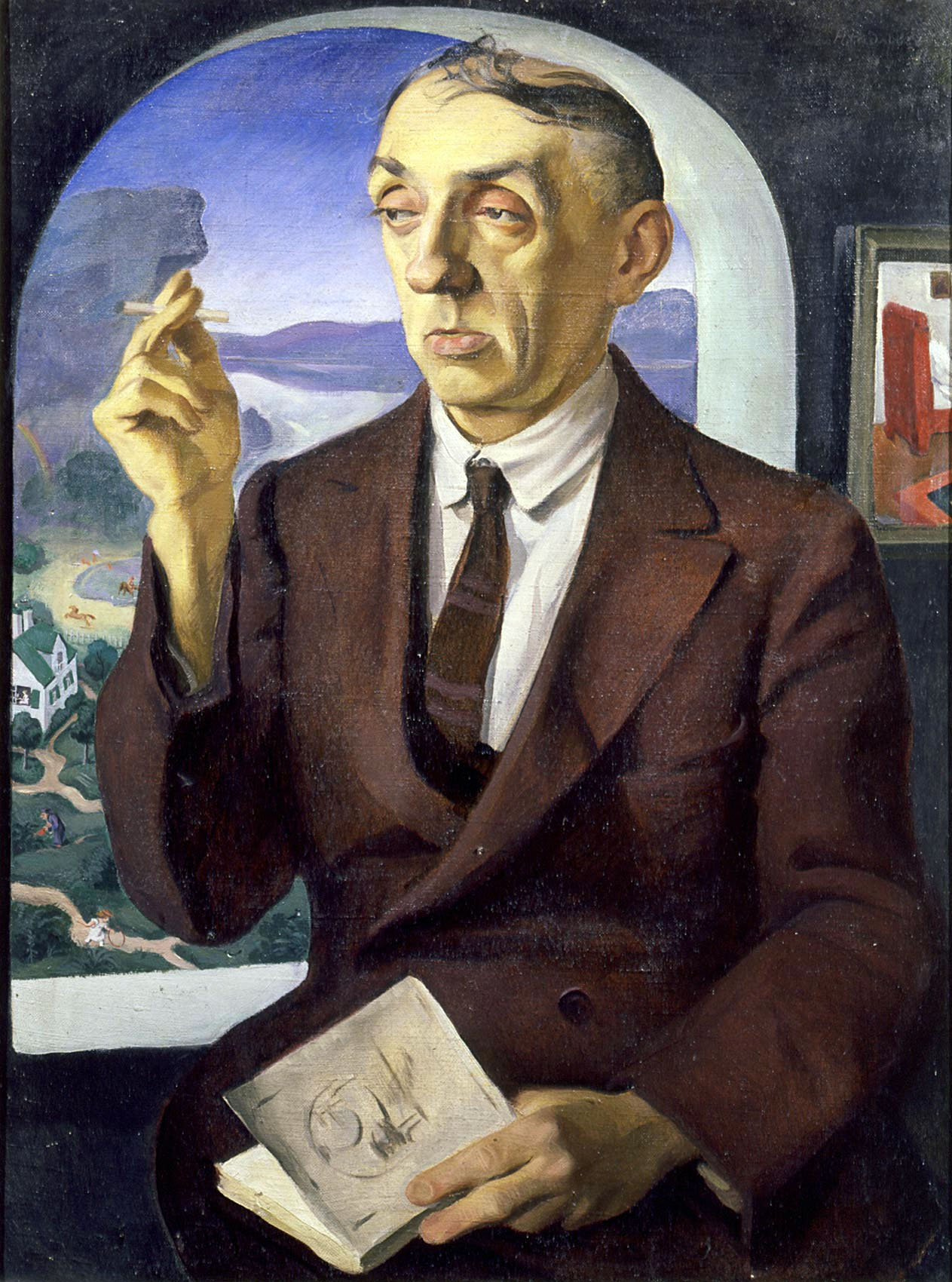
Портрет М. А. Кузмина (1926)

Николай Эрнестович Радлов родился 10 (22) марта 1889 года в Санкт-Петербурге. Предки его были выходцами из Чехии, из местечка Радло, изображение которой было помещено на их дворянском гербе. Дед Радлова был учёным-филологом, отец руководил Публичной библиотекой в Петрограде. Мать Николая Эрнестовича, урождённая Давыдова, приходилась двоюродной сестрой художнику Врубелю. Окончил классическое отделение средней школы Annenschule с преподаванием на немецком языке, что давало право наравне с выпускниками гимназий поступать в университет.
Интерес к гуманитарным наукам, унаследованный от деда и отца, привёл его на историко-филологический факультет Петербургского университета. Не прерывая учёбы в университете, поступил в Академию художеств, учился у Д. Н. Кардовского и Е. Е. Лансере. В 1900 г. Д. Н. Кардовский вернулся из Мюнхена, где обучался в школе-студии А. Ашбе. В Мюнхене под влиянием книги А. Гильдебранда «Проблема формы в изобразительном искусстве» и идей А. Ашбе художник Кардовский создал методическую «теорию двух установок зрения». Радлов, будучи старостой академической мастерской Кардовского, сумел изложить эту теорию в 1913 г. на страницах журнала «Аполлон», в 1935 г. вышла его книга «Рисование с натуры».
В 1911 году Радлов успешно окончил университет. Ещё во время учёбы опубликовал свою первую статью об археологических раскопках. В 1912 году начал сотрудничать в журнале «Аполлон». В 1913 году стал сотрудником журнала «Новый Сатирикон». Используя знание нескольких иностранных языков, освещал события культурной жизни Франции, Англии, Италии, Германии, Австрии, Америки. Позже перешёл к обзорам столичных выставок и проблемам современного искусства. В 1914 году был издан его очерк о В. А. Серове. В 1916 году вышла богато иллюстрированная книга «Современная русская графика» (2-е изд. вышло в 1917 году).
В 1919 году коллегией под председательством академика С. Ф. Ольденбурга был избран профессором Института истории искусств, основанного в 1912 году графом В. П. Зубовым.
В течение ряда лет Радлов был проректором, учёным секретарём института, председателем секции общей теории и методологии искусства, читал лекции и выступал с докладами по западноевропейскому искусству XIX века. В 1921 году Радлов начал преподавать рисование в Академии художеств и в должности профессора работал там с перерывами до своего переезда в Москву в 1937 году. С 1923 года был членом правления издательства «Academia». 

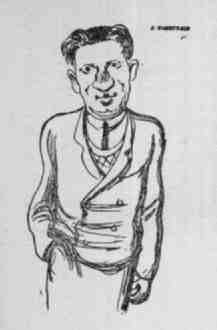
Шарж на А. Камегулова (1926)

Научную и преподавательскую деятельность в 1920—1930 годы Радлов совмещал с работой художника — писал портреты, пейзажи, натюрморты, участвовал в выставках. В 1922—1927 годах входил в состав выставочной группы «Шестнадцать», в 1928—1930 годы возглавлял созданное на её основе «Общество живописцев».
Художник много работал в области книжной графики: иллюстрировал книги, печатался в сатирических журналах, в газете «Литературный Ленинград» и еженедельнике «Рабочий и театр». Он заведовал художественной частью журнала «Бегемот» и ленинградского отделения издательства «Художественная литература», был заместителем председателя и председателем правления Ленинградского Союза советских художников. В творческом содружестве с писателем Михаилом Зощенко издал сборники юмористических рисунков «Весёлые проекты» (1928) и «Счастливые идеи» (1931), оформил несколько сборников его рассказов, в том числе «Личная жизнь» (1934) и «Рассказы» (1939). Иллюстрировал издания произведений В. Я. Шишкова, Марка Твена, Шекспира, Бальзака, Анатоля Франса, Чуковского, А. М. Волкова и других советских и иностранных писателей и поэтов. Его «Рассказы в картинках» о приключениях домашних животных, птиц и зверей с текстами детской писательницы Н. В. Гернет выдержали в период с 1937 по 1986 год семь изданий на русском языке тиражом каждое от 100000 до 400000 экз. и были переведены на ряд иностранных языков. В 1938 году издание на английском языке получило премию на Выставке детской книги в Нью-Йорке.
С 1937 года профессор Московского художественного института и руководитель графической секции Московского Союза художников. Сотрудничает как художник-карикатурист в журнале «Крокодил», регулярно печатая сатирические рисунки на бытовые и политические темы, и в детских журналах.
Радлов считался непревзойдённым мастером шаржей на писателей, музыкантов, театральных деятелей, известных шахматистов. С началом Великой Отечественной войны был активным участником выпуска «Окон ТАСС». За период с июня 1941 до октября 1942 года, когда вышел его последний плакат, нарисовал их около сорока. Работал в журнале «Фронтовой юмор».
Николай Радлов — как художник вышедшего в 1941 году мультфильма «Бармалей» — стоял у истоков советской мультипликации. По его книге «Рассказы в картинках» в 1960 году был создан мультфильм «Светлячок № 1».
Умер 29 декабря 1942 года от тяжёлой болезни, причиной которой была травма, полученная в январе 1942 года при попадании бомбы в дом, где он жил. Похоронен в Москве на Новодевичьем кладбище (участок № 2; фото могилы).

## Признание
- Сталинская премия второй степени (1942)— за политические плакаты и карикатуры в «Окнах ТАСС»

## Семья
Н. Э. Радлов был женат дважды, оба раза на художницах:
- с 1912[8] — на ученице Высшего художественного училища при Императорской Академии художеств Эльзе Яковлевне Зандер (1888 — ноябрь 1924, Ленинград), дочери генерал-майора Якова Яковлевича Зандера.
- с 1923 — на Надежде Константиновне Шведе, урождённой Плансон (26 июля 1894, Санкт-Петербург — 22 октября 1944, Москва), дочери вице-адмирала К. А. Плансона.

Дочь Лидия Николаевна (1913—1999) — астроном, кандидат физико-математических наук — организовала несколько выставок, посвящённых творчеству её отца.

## Сочинения
- Радлов Н. Э. Серов. — СПБ. — М.: Изд. Н. Бутковской, 1914.
- Радлов Н. Э. От Репина до Григорьева. Статьи о русских художниках. — Петроград: Изд. Брокгауз-Ефрон, 1923.
- Радлов Н. Э. О футуризме и пр.. — Петроград: Изд. «Аквилон», 1923.
- Радлов Н. Э. Воображаемые портреты. Литературный Ленинград (Шаржи). — Л.: Изд-во писателей в Л-де, 1934. — 134 с. — 3500 экз.
- Радлов Н. Э. Рисование с натуры. — 2-е изд.. — Л. — М.: Искусство, 1938.
- Радлов Н. Э. Рассказы в картинках. — М., Детиздат, 1940
- Радлов Н. Э. Выставка произведений. Каталог. — М.: Моск. отд. Союза художников РСФСР, 1961. — 25 с. — 600 экз.
- Радлов Н. Э. Избранные статьи // Николай Эрнестович Радлов (Творческий путь) / М. Л. Иоффе — М.: Советский художник, 1964. — С. 110—163.